# Statignatha novitana
Statignatha novitana är en fjärilsart som beskrevs av Kuznetsov 1992. Statignatha novitana ingår i släktet Statignatha och familjen vecklare. Inga underarter finns listade i Catalogue of Life.